# Rarity (album)
Rarity je studiové album české rockové skupiny Tři sestry z roku 1995. V repertoáru skupiny dlouhodobě zůstaly skladby Kovárna a Nechci do ústavu.

## Seznam skladeb
Album má celkem 16 písní:
1. „Had Stupid“
2. „Kovárna II“
3. „Francouzská“
4. „Brouk“
5. „Kovárna“
6. „Nemocnice na kraji Braníka“
7. „Jim Morisson“
8. „Kata pult“
9. „Nechci do ústavu“
10. „Maďarská“
11. „Sbírejte léčivé byliny“
12. „Divný stavy“
13. „Drutěva“
14. „A bude mi blbě“
15. „Metalice“
16. „Umění hluku“

## Hudba a texty
Hudbu a texty vytvořily Tři sestry

## Obsazení
- Lou Fanánek Hagen – zpěv
- Tomáš Doležal – baskytara
- František Sahula – kytara
- Dachau – kytara
- Sup I. – harmonika
- Nikotýn – kytara
- Hadr – bicí